# Coleophora wyethiae
Coleophora wyethiae é uma espécie de mariposa do gênero Coleophora pertencente à família Coleophoridae.